# Sewastianiwka (przystanek kolejowy)
Sewastianiwka (ukr: Зупинний пункт Севастянівка) – przystanek kolejowy (była stacja) w miejscowości Wełyka Sewastianiwka, w obwodzie czerkaskim, na Ukrainie. Jest częścią Kolei Odeskiej. Znajduje się na linii Andrusowe – Chrystyniwka.

## Linie kolejowe
- Andrusowe – Chrystyniwka